# Los Cinco (compositores)

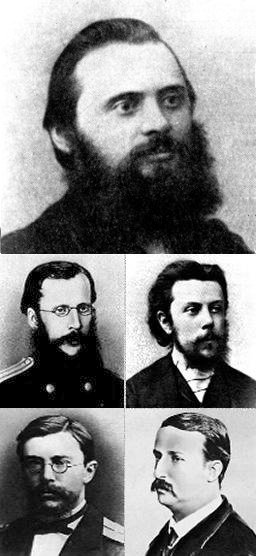
Los Cinco. De izquierda a derecha y de arriba abajo: Mili Balákirev, César Cuí, Modest Músorgski, Nikolái Rimski-Kórsakov y Aleksandr Borodín.

Los Cinco, también conocidos como El grupo poderoso o El gran puñado (en ruso: Могучая кучка, Mogúchaya kuchka), se refiere a un círculo de compositores que se reunieron en San Petersburgo, en los años 1856-1870: Mili Balákirev (el líder), César Cui, Modest Músorgski, Nikolái Rimski-Kórsakov y Aleksandr Borodín. El grupo tenía el objetivo de producir un tipo de música específica de Rusia, en lugar de uno que imitara el estilo europeo, o la formación que se daba en sus conservatorios. En cierto sentido, eran una rama del movimiento nacionalista romántico en Rusia, junto con la Colonia Abrámtsevo y el Renacimiento Ruso, luchando por lograr objetivos similares en el ámbito de las bellas artes.

## Historia

### Nombre
En mayo de 1867 el crítico Vladímir Stásov escribió un artículo, El Concierto Eslavo del Sr. Balákirev, un concierto dado para la visita de las delegaciones eslavas para la Exhibición Etnográfica de Rusia en Moscú. Los cuatro compositores rusos, cuyas obras fueron tocadas en el concierto fueron Mijaíl Glinka, Aleksandr Dargomizhski, Mili Balákirev y Nikolái Rimski-Kórsakov. El artículo terminó con la siguiente cita:

«Dios permita que nuestros invitados Eslavos nunca olviden el concierto de hoy, Dios permita que ellos preserven en sus memorias cuanto  sentimiento, poesía, talento e inteligencia son poseídos por el pequeño pero ya Gran Puñado de Músicos Rusos»

Vladímir Stásov, Sankt-Peterbúrgskie Védomosti, 1867

La expresión «El Gran Puñado» fue burlada por enemigos de Balákirev y Stásov: los círculos académicos del conservatorio, la Sociedad Musical Rusa y por la gente de la prensa que los apoyaba. El grupo respondió desafiantemente adoptando el nombre.
Este grupo de compositores reunidos alrededor de Balákirev ahora incluían a Cuí, Músorgski, Rimski-Kórsakov y Borodín —los cinco que ahora son asociados como «el grupo de los cinco» o a veces «el gran puñado»-. Gerald Abraham planteó en el Grove Dictionary of Music que ellos nunca se llamaron a sí mismo, ni fueron llamados en Rusia «Los Cinco», aunque su equivalente en ruso «Пятёркa» («Piatiorka») puede ser encontrado para referirse a este grupo. En sus Memorias, Rimski-Kórsakov se refiere a menudo al grupo como «el círculo de Balákirev» y ocasionalmente usa «El Gran Puñado», a veces con un tono despectivo. Él también hizo la siguiente referencia a «Los Cinco»:

«Si no tomamos en cuenta a Lodyzhensky, que no logró nada y a  Lyádov, que apareció después, el círculo de Balákirev consistía en Balákirev, Cuí, Músorgski, Borodín y yo. Los Franceses nos denominaron «Les Cinq»».

Nikolay Rimsky-Korsakov, Chronicle of My Musical Life, 1909

La palabra rusa «kuchka» (puñado) también engendró los términos «kuchkismo» y «kuchkista», que pueden ser aplicados a los fines artísticos o las obras acordes a la sensibilidades de Los Cinco.
El nombre de «Les Six» (Los Seis), otro grupo de compositores franceses, emuló aquello de «Los Cinco».

### Formación
La formación del grupo empezó en 1856, con el primer encuentro de Balákirev y Cui. Músorgski se les unió en 1857, Rimski-Kórsakov en 1861 y Borodín en 1862. Todos los compositores de Los Cinco eran jóvenes. Balákirev tenía 25, Cui 27, Músorgski 23, Borodín 28 y Rimski-Kórsakov 18. Todos ellos eran autodidactas amateurs. Borodín combinó la composición con la carrera de Química. Rimski-Kórsakov era un oficial naval (escribió su Primera Sinfonía en un viaje de 3 años alrededor del mundo). Músorgski había estado en las Guardias, después en el servicio civil antes de tomar la música.; incluso en el apogeo de su carrera en la década de 1870 fue obligado por la costa de su hábito de beber a mantener un trabajo a tiempo completo en el Departamento Forestal del Estado. C. Cui era ingeniero militar, inclinandose por la música posteriormente.
En contraste a la estatus de élite y las conexiones con el Conservatorio de compositores como Piotr Ilich Chaikovski, Los Cinco eran principalmente de la aristocracia menor de las provincias. A cierto grado su «espíritu de cuerpo» dependía del mito, que ellos mismos crearon, de un movimiento que fue más «auténticamente ruso», en el sentido que era más cercano a las raíces nacionales que a la clásica academia.
Antes de ellos, Mijaíl Glinka y Aleksandr Dargomizhski habían tratado de producir una cierta música distintiva de Rusia, escribiendo óperas de temas rusos, pero Los Cinco fueron el primer intento consignado, con Stásov como su consejero artístico y Dargomyzhski como un estadista al grupo, por así decirlo. El círculo empezó a distanciarse durante los 1870, sin duda, en parte debido al hecho de que Balákirev se retiró de la vida musical a principios de la década, por un período. Todos «Los Cinco» están enterrados en el Cementerio Tijvin de San Petersburgo.

## Lenguaje musical

### Estilo
El lenguaje musical que desarrollaron Los Cinco los situó lejos del Conservatorio. Este autoconsciente estilo ruso se basó en dos elementos:

- Los miembros de Los Cinco trataron de incorporar a su música canciones típicas rusas, danzas cosacas y caucásicas, cantos de iglesia y el sonar de las campanas de estas (hasta el punto que el sonar de la campanas se convirtió en «cliché»). Los Cinco llenaron su música con sonidos imitativos de la vida rusa. Trataron de reproducir la lírica y melismática canción campesina, a la que Glinka una vez llamó «el alma de la música rusa». Balákirev lo hizo posible por su estudio de canciones del Volga en los 1860. Más que cualquier previa antología, sus transcripciones preservaron los aspectos distintivos de la música folclórica rusa:
  - Mutabilidad tonal

Una melodía parece pasar de un centro tonal a otro, a menudo terminando en una tonalidad diferente a la que empezó. Esto puede producir un sentimiento de elusividad, una falta de definición o de progresión lógica en la armonía.
  - Heterofonía

Una melodía es simultáneamente prestada entre dos o más intérpretes con diferentes variaciones. Esto es improvisado por los cantantes hasta el final, cuando la canción vuelve a una única línea melódica.
  - Quintas, cuartas y terceras paralelas

Esto le dio a la música rusa una tosca sonoridad sin las pulidas armonías de la música del occidente.
- Los Cinco adoptaron una serie de recursos armónicos para crear un estilo distintivo ruso, de color diferente a la de la música de occidente. Este estilo exótico de Rusia fue autoconsciente y enteramente inventado, ninguno de estos recursos era en ese tiempo usado en el folclor ruso o en la música de iglesia. Son:
  - Escala hexatónica o de tonos completos

Aunque Glinka no la inventó, la aplicación de ésta en su ópera «Ruslán y Liudmila» (1842) le proporcionó un recurso armónico y melódico característico. Esta escala en obras rusas a menudo sugiere personajes malvados o situaciones ominosas. Fue usada por todos los grandes compositores desde Chaikovski a Rimski-Kórsakov. Claude Debussy también usó esta escala en su música, tomando esto, como otras cosas, de los rusos. Después esta escala se convirtió en un recurso habitual en la música de películas de terror.
  - La Submediante Rusa

También vinculado a Glinka, es un patente armónico en modo mayor en el cual, la nota superior del acorde tónica (dominante) va cromáticamente hasta la submediante, mientras las otras notas quedan constantes.
  - La escala octatónica o disminuida

Rimski-Kórsakov la usó por primera vez en su poema sinfónico «Sadkó» en 1867. Esta escala se convirtió en un «leitmotif» de magia y amenaza ruso, usado no solo por Rimski-Kórsakov sino también por sus seguidores, sobre todo Ígor Stravinsky en «El pájaro de fuego», «Petrushka» y «La consagración de la primavera».
  - Rotación modular en secuencia de terceras

Los Cinco usaron este recurso de Franz Liszt como base para una amplia estructura de poema sinfónico. De esta forma, ellos podían eludir las rígidas leyes de occidente de modulación en forma sonata, permitiendo que la forma de una composición musical sea moldeada enteramente por el «contenido» de la música (su declaración programática y descripciones visuales) más que por su leyes formales de simetría. Esta amplia estructura se volvió especialmente importante para «Cuadros de una Exposición» de Músorgski, un trabajo que pudo haber hecho más que otro para definir el estilo Ruso.
  - Escala pentatónica

Este aspecto estilístico usado por todo compositor nacionalista ruso, tiene la característica distintiva en tener solo cinco notas en la octava, en vez de siete de la escala heptatónica (ej: modo mayor o menor). La escala pentatónica es una manera de sugerir una «primitiva» melodía pueblerina como también un elemento «oriental» (Medio Oriente, Asia). Un claro ejemplo del uso de esta escala, se encuentra en la obertura «La gran pascua rusa» del compositor Nikolái Rimski-Kórsakov.

### Orientalismo
Una característica de Los Cinco era su dependencia del orientalismo. Muchas obras esencialmente «rusas» fueron compuestas en estilo orientalista, como «Islamey» de Balákirev, «El Príncipe Ígor» de Borodín o «Scheherezade» de Rimski-Kórsakov. El orientalismo, de hecho, se convirtió en algo ampliamente considerado en Occidente como uno de los aspectos más conocidos de la música rusa y un rasgo de carácter nacional ruso. Como líder de «Los Cinco», Balákirev alentó el uso de temas y armonías orientales para fijar su «música rusa» lejos del Sinfonismo Alemán de Antón Rubinstein y otros compositores orientados a lo occidental. Debido a que Rimski-Kórsakov usó melodías típicas rusas y orientales en su Primera Sinfonía, Stásov y otros nacionalistas la denominaron la «Primera sinfonía rusa», incluso aunque Rubinstein había escrito su «Sinfonía Océano» una docena de años antes. Estas eran melodías que Balákirev trascribió en el Cáucaso. Cuí le escribió a Rimski-Kórsakov, mientras este último estaba en un despliegue naval «La sinfonía es buena, la tocamos hace unos días en casa de Balákirev, le gustó mucho a Stásov. Es de verdad rusa, solo un ruso la pudo haber compuesto porque carece del más mínimo rastro de cualquier estancamiento alemanista».
El orientalismo no se limitaba solo a usar melodías orientales, lo que se convirtió en rasgo más importante que las melodías en sí eran las convicciones musicales añadidas a ellas. Estas convicciones permitieron al orientalismo ser un modo de escribir música sobre temas que de otras maneras no serían mencionables, como temas políticos o fantasías eróticas. También se convirtió en una manera de expresar la supremacía del imperio expandido por Alejandro II, esto era a menudo reforzado con simbolismo misógino; el racional, activo y moral hombre occidental versus la irracional, pasiva e inmoral mujer oriental.
Dos obras principales totalmente dominadas por el orientalismo son la suite sinfónica de Rimski-Kórsakov, Antar, y el poema sinfónico de Balakirev, Tamara. Antar, ambientado en Arabia, utiliza dos estilos diferentes de música, occidental (ruso) y oriental (árabe). El primer tema, el de Antar, es de carácter masculino y ruso. El segundo tema, femenino y oriental en contorno melódico, pertenece a la reina, Gul Nazar. Rimski-Kórsakov pudo suavizar la misoginia implícita hasta cierto punto. Sin embargo, la sensualidad femenina ejerce una influencia paralizante, en última instancia, destructiva. Con Gul Nazar extinguiendo la vida de Antar en un abrazo final, la mujer vence al hombre.
Balákirev ofrece una visión más abiertamente misógina de las mujeres orientales en Tamara. Originalmente había planeado escribir una danza del Cáucaso llamada lezguinka, inspirada en Glinka, para este trabajo. Sin embargo, descubrió un poema de Mijaíl Lérmontov sobre la bella Tamara, que vivía en una torre junto a la garganta del Darial. Atrajo a los viajeros y les permitió disfrutar de una noche de placeres sensuales, solo para matarlos y arrojar sus cuerpos al río Térek. Balákirev usa dos códigos específicos endémicos del orientalismo al escribir Tamara. El primer código, basado en ritmos obsesivos, repeticiones de notas, efectos climáticos y tiempos acelerados, representa la intoxicación dionisíaca. El segundo código, que consiste en ritmos impredecibles, frases irregulares y basado en pasajes largos con muchas notas repetidas, intervalos aumentados y disminuidos y melismas extendidos, representa el deseo sensual. Balákirev no solo utilizó estos códigos ampliamente, sino que también intentó sobrealimentarlos aún más cuando revisó la orquestación de Tamara en 1898.